# Microsauge bistrialis
Microsauge bistrialis är en fjärilsart som beskrevs av Hans Georg Amsel. Microsauge bistrialis ingår i släktet Microsauge och familjen mott. Inga underarter finns listade i Catalogue of Life.